# Endurantismo
Endurantismo ou teoria da resistência é uma teoria filosófica de persistência e identidade. De acordo com a visão endurantista, os objetos materiais são indivíduos tridimensionais persistentes, totalmente presentes em todos os momentos de sua existência, o que está alinhado com uma A-teoria do tempo. Esta concepção de um indivíduo como sempre presente opõe-se ao perdurantismo ou quadridimensionalismo, que sustenta que um objeto é uma série de partes ou estágios temporais, exigindo uma B-teoria do tempo. O uso de "perdurar" e "endurar" para distinguir duas maneiras pelas quais se pode pensar que um objeto persiste pode ser atribuído a David Lewis.
Um desafio significativo enfrentado pelo endurantismo é o problema dos intrínsecos temporários, identificado por David Lewis. Lewis argumenta que as propriedades intrínsecas dos objetos mudam com o passar do tempo. Consequentemente, o endurantismo tem dificuldade em reconciliar a identidade dos objetos com essa mudança, o que prejudica sua capacidade de explicar claramente a persistência dos objetos, mesmo quando os endurantistas recorrem às propriedades intrínsecas. Uma possível resposta dos endurantistas é afirmar que as propriedades intrínsecas estão relacionadas ao tempo. No entanto, essa abordagem levanta outra questão: se as propriedades intrínsecas estiverem vinculadas a outras, elas deixariam de ser verdadeiramente intrínsecas. Portanto, alguns argumentam que o perdurantismo oferece uma posição de persistência mais viável, pois considera os objetos como estendidos ao longo do tempo, o que lhes permite lidar mais eficazmente com a mudança das propriedades intrínsecas.
Alguns filósofos, incluindo Haslanger, propõem soluções para um problema filosófico relacionado à persistência dos objetos ao longo do tempo, similar ao que o perdurantismo de Lewis tenta resolver. Haslanger argumenta que a abordagem perdurantista de Lewis não é a única possível, e sugere que o endurantismo também pode oferecer uma solução. Ela observa que o método de Lewis não aborda diretamente a questão de como objetos persistentes podem mudar suas propriedades intrínsecas ao longo do tempo; em vez disso, ele apenas contorna esse problema, ao considerar que o perdurante não é um objeto que mantém suas propriedades intrínsecas inalteradas. De maneira semelhante, o endurantismo busca contornar esse problema e harmonizar a persistência dos objetos com suas propriedades intrínsecas através do método da modificação adverbial. Segundo esse método, frases que atribuem propriedades aos objetos são relacionadas ao tempo, mas é o próprio tempo que modifica a relação entre os objetos e suas propriedades, em vez das propriedades ou dos objetos mudarem diretamente. Isso implica que os objetos podem adquirir propriedades em momentos diferentes e de maneiras diversas. Após essa consideração, os objetos existentes podem manifestar diversas propriedades intrínsecas em momentos diferentes, sem que essas propriedades estejam diretamente ligadas ao tempo. Assim, o endurantismo busca resolver o problema do intrínseco temporário de maneira semelhante ao método proposto por Lewis para o perdurantismo.